# Bo Lundin
Bo Yngve Lundin, född 19 maj 1941 i Kungsholms församling i Stockholm, är en svensk kulturjournalist och författare. Han har arbetat på Göteborgs-Tidningen (GT), iDag och Kvällsposten där han bland annat skrev teaterkritik. Lundin var med och grundade Svenska Deckarakademin 1971 där han senare blev hedersledamot. Han har översatt ett flertal engelskspråkiga kriminalförfattare.